# Янко Сираков
Янко Колев Сираков е български юрист и университетски преподавател.

## Биография
Янко Сираков е роден в Търговище на 19 септември 1889. Завършил е Юридическия факултет на Парижкия университет със степен лисансие по право. След завършването си работи като съдия във Варна и юрисконсулт във Варненската община.
В периода 1933 – 1941 г. е редовен асистент по правни науки и частен доцент по административно право във Висшето търговско училище. Преподавател е по правни науки и в Софийския държавен университет. От 1940 г. е професор и ръководител на катедра „Държавно и конституционно право“ в Държавното висше училище за финансови и административни науки (ДВУФАН) - днес УНСС. След 1963 г. преподава като хоноруван преподавател „Международно морско право, специална част“ във ВВМУ „Н.Й. Вапцаров“.
Автор е на публикации в областта на конституционното и международното право, вкл. няколко учебника.